# Aleksandra Bortich
Aleksandra Nikolaevna Bortich (em bielorrusso:  Аляксандра Мікалаеўна Борціч, também tr. Aliaksandra Mikalaeuna Bortsich; em russo:  Александра Николаевна Бортич; Svietlahorsk, 24 de setembro de 1994) é uma atriz russa nascida na Bielorrússia conhecida por seus papéis em Dukhless 2 (2015), Viking (2016) e I Am Losing Weight (2018).

## Vida inicial
Bortich nasceu em Svietlahorsk, Distrito de Svietlahorsk, Voblast de Homiel, Bielorrússia. Seus pais se divorciaram quando Bortich ainda era muito jovem. Ela se mudou com a mãe para a cidade de Grodno. Ela terminou a escola em Moscou. Na infância estudou em uma escola de música, tocava diversos instrumentos, principalmente saxofone.
Na décima série, Bortich foi para o estúdio de teatro do Pioneers Palace. Foi lá que ela percebeu que queria ser atriz. No entanto, ela não conseguiu entrar no instituto de teatro. Depois, foi estudar em uma universidade pedagógica, da qual acabou abandonando logo.
Ela trabalhou como garçonete em um bar por quase um ano. Paralelamente ao trabalho, ela fez testes para papéis em várias séries de televisão.

## Carreira de atuação
A ascensão de Bortich começou com uma campanha para o casting da série Babes & Chicks (2012), onde foi notada pela diretora Nigina Sayfullaeva que a convidou para o papel de Sasha no filme Name Me (2014).
Em 2014, como resultado da seleção competitiva de jovens intérpretes, recebeu um papel importante no drama psicológico Name Me (2014) de Nigina Sayfullaeva. O filme recebeu o prêmio principal no 11º Festival Internacional de Cinema "Baltic Debuts" em Svetlogorsk, Oblast de Kaliningrado e um prêmio especial "Por Respiração Leve e Integridade Artística" no 25º Russian Open Film Festival Kinotavr em Sochi. O filme foi exibido no 20º Festival Internacional de Cinema de Direitos Humanos "Stalker" em Moscou e no Festival Internacional de Cinema de San Sebastián em San Sebastián, Espanha.
Ela atuou no filme About Love, de Anna Melikian, de 2015, o que lhe deu maior reconhecimento do público. A imagem recebeu o prêmio principal do 26º Festival Kinotavr.
Bortich atuou no filme The Elusive (2015), no qual ela teve que andar nua por Moscou a cavalo. Ela também estrelou a sequência, The Elusive: Jackpot, lançada em 2016.
Em 2016, Bortich interpretou Rogneda no histórico filme de ação Viking. No mesmo ano, atuou na série Police from Rublyovka. Além disso, o público a viu na série Jackal (2016) – a continuação da popular trilogia da série Mosgaz (2012), Executioner (2014).
Ela desempenhou o papel principal na comédia de 2018, I am Losing Weight, pelo papel que teve de ganhar e perder 20 kg ao longo da produção do filme.
Ela aparece no videoclipe "Elasticity" de Serj Tankian de 2021.

## Vida pessoal
Bortich estava em um relacionamento com o ator russo Ilya Malanin. Eles se conheceram no set do filme The Elusive (2015). No final de 2016, Bortich e Malanin se separaram.
Em 2016, ela se casou com o cantor de rap Vyacheslav Vorontsov; em 2018, o casamento terminou em divórcio.
Desde 2019, Bortich mantém um relacionamento com Evgeny Savelev. Eles têm um filho, Alexander Savelev, nascido no verão de 2020 durante a pandemia de COVID-19.

## Na mídia
Segundo o portal de cinema Kinopoisk, Bortich foi a atriz mais popular do ano de 2017.

## Filmografia

### Filme
| Ano  | Título                                    | Papel                | Notas |
| ---- | ----------------------------------------- | -------------------- | ----- |
| 2014 | Name Me                                   | Sasha                |       |
| 2015 | Dukhless 2                                | Alyona Smirnova      |       |
| 2015 | The Elusive                               | Kira                 | (ru)  |
| 2015 | About Love                                | Sasha                |       |
| 2015 | The Elusive: Last Hero                    | Kira                 | (ru)  |
| 2016 | The Elusive: Jackpot                      | Kira                 | (ru)  |
| 2016 | Viking                                    | Rogneda Rogvolodovna |       |
| 2017 | About Love. For Adults Only               |                      |       |
| 2017 | Light Up!                                 | Zhenya               |       |
| 2018 | I Am Losing Weight                        | Anna "Anya" Kulikova |       |
| 2018 | The Soul Conductor                        | Katya Kaluzhskikh    |       |
| 2018 | Policeman from Rublyovka. New Year Mayhem | Nika                 |       |
| 2019 | Mistresses                                | Alisa                |       |
| 2019 | Billion                                   | Lyudmila "Lyuda"     |       |
| 2019 | Serf                                      | Elizaveta "Liza"     |       |
| 2021 | House Arrest                              | Ira                  |       |
| 2022 | Who's There?                              | mother               |       |

### Televisão
| Ano       | Título                   | Papel           | Notas |
| --------- | ------------------------ | --------------- | ----- |
| 2016—2018 | Policeman from Rublyovka | Nika            | (ru)  |
| 2016      | Jackal                   | Nyura Gorbatova | (ru)  |
| 2016      | To marry Pushkin         | Lena Sazonova   |       |
| 2017      | Philfac                  | Lena Osokina    |       |
| 2017      | You All Infuriate Me     | Sveta           |       |
| 2017      | Pets                     | Alisa           |       |
| 2018—2021 | An Ordinary Woman        | Zhenya          | (ru)  |